# Маршалл Воррен Ніренберг
Ма́ршалл Во́ррен Ні́ренберг (англ. Marshall Warren Nirenberg; 10 квітня 1927, Нью-Йорк, Нью-Йорк, США — 15 січня 2010, Нью-Йорк) — американський біохімік і генетик, лауреат Нобелівської премії з фізіології і медицини 1968 року (спільно з Робертом Голлі і Гаром Хорана) «за розшифровку генетичного коду і його ролі в синтезі білків».

## Біографічні відомості
Маршалл Воррен Ніренберг народився 10 квітня 1927 року в Нью-Йорку. У 1939 році його сім'я переїхала в Орландо, штат Флорида. Ніренберг почав цікавитися наукою з ранніх років, в 1948 році він отримав ступінь бакалавра наук, а в 1952 році — ступінь магістра зоології.
Під час навчання в університеті молодий учений зацікавився біохімією, і в 1957 отримав ступінь доктора наук на факультеті біохімії в університеті Мічигану.
У 1961 році учений одружувався на Перолі Зальцман, яка займалася вивченням хімії в Бразильському університеті.
Станом на кінець 1950-х років за результатами експериментів Евері-Маклеода-Маккартні, Герші-Чейза, Мезельсона-Сталя і встановлення структури ДНК було відомо, що ДНК є носієм генетичної інформації, проте не був відомий зв'язок між ДНК і білками та роль РНК у цьому зв'язку. Ніренберг, разом з Джоном Генріхом Маттеєм, для відповіді на це питання поставив Експеримент Ніренберга-Маттея, у якому в крітинному есктракті, позбавленому ДНК та зі штучною РНК із відомою послідовністю, вдалося синтезувати білок, первинна структура якого залежала від послідовности РНК. Зокрема, в першій роботі на основі ланцюжка урацилів був синтезований ланцюжок фенілаланінів. Пізніше експеримант був повторений з іншими послідовностями, а потім модифікований (Експеримент Ніренберга-Ледера) для встановлення всіх кодонів стандартного коду.
У ході досліджень, що проводяться в 1960-х роках, Ніренбергу вдалося розшифрувати генетичний код — ідентифікувати комбінації нуклеотідов A, T, G і C, які визначають синтез різних амінокислот. У 1968 році учений, разом з своїми колегами Робертом Голлі і Гобіндом Хораною отримав Нобелівську премію за розшифровку генетичного коду і встановлення механізму білкового синтезу. Зроблені ними відкриття відкрили принципово нові можливості в області вивчення спадкових захворювань, а також пошуку методів їхнього лікування.
Пізніше Ніренберг займався нейробіологією, розвитком нервової системи та генами гомеобоксу.